# Королевские дворцы Абомея
Королевские дворцы Абомея — комплекс из 12 дворцов дагомейских правителей, занимающий площадь в 40 га в центре бенинского города Абомей. Со сменой правителя рядом со старыми строился новый дворец, таким образом комплекс служит уникальным памятником исчезнувшего государства. В 1985 году объект был включён в список Всемирного наследия ЮНЕСКО. Так как за год до этого Абомей подвергся удару урагана, который повредил некоторые строения, комплекс попал в Список объектов Всемирного наследия, находящихся под угрозой уничтожения. При участии некоторых международных агентств были проведены реставрационные работы. Принимая это во внимание, ЮНЕСКО в 2007 году исключило объект из последнего списка.

## История
Дворцы служили политическим центром Дагомейского королевства на протяжении 1695—1900 годов. Первым, кто начал строительство дворца, был король Хугбаджа (1645—1685). Этим он основал город Абомей.
В годы правления короля Агаджы (1708—1740) были завоёваны два соседних королевства — Аллада и Сави. Пленённых людей продавали на невольничьих рынках Уиды и Глеве, что заложило основу в доминирование Дагомеи в работорговле с европейцами. В XIX веке в силу роста движения против рабства королём Гезо инициировано развитие сельскохозяйственного сектора. Экономическое благосостояние королевства росло по мере увеличения экспорта кукурузы, плодов пальм и др.
В 1894 году Дагомея подверглась вторжению со стороны французской армии. Несмотря на некоторые победные сражения, королевство в итоге пало перед превосходящими силами врага и стало колонией Франции. Последний король независимой Дагомеи Беханзин (1889—1894) совершил поджог Абомеи, вскоре после этого он был депортирован на Мартинику. Его преемник король Аголи Агбо был выслан в Габон в 1900 году.
Эти исторические события из жизни королевства нашли отражение на цветных барельефах дворцовых стен.

## Культ
Дагомейские культурные обычаи были крепко связаны с почитанием правителей королевства и религиозными традициями. Каждый из королей изображался в виде символа, который наносился на королевскую накидку, символизировавшую преемственность. Хотя короли не обожествлялись, им всё же придавали большое религиозное значение. В честь них перед стенами дворца проводились церемониальные действия с традиционными танцами и, нередко, человеческими жертвоприношениями.

## Архитектура
Каждый дворец обладает индивидуальным дизайном, соответствовавшим вкусу того или иного правителя. В качестве строительных материалов использовались земля — для фундамента и стен, солома и листы металла — для крыш. Деревянные конструкции делались из пальмы, бамбука, ироко, махагони. Территория вокруг дворцов ранее была окружена глинобитными стенами общей протяжённостью до 10 километров, с шестью воротами и защитными канавами глубиной в 1,5 метра с колючими зарослями акации. Такие оборонительные сооружения были типичны для Западной Африки. Внутри города помимо королевских дворцов было несколько деревень, разделённых полями, рынок и большая площадь, к которой примыкали бараки. Средняя толщина стен составляла полметра.
Дворцовый комплекс мог вмещать в себя до 8000 человек.

### Барельефы
Настенные скульптурные композиции служили в качестве летописи для запечатления важных событий в истории народа фон и их королевства. На барельефах изображались военные и политические победы королей, традиционные мифы, обычаи и ритуалы. В 1892 году после поражения от французов король Беханзин приказал поджечь дворцы, однако многие из них устояли перед пожаром и были отреставрированы.
Барельефы сделаны из земли, взятой из муравейников и смешанной с пальмовым маслом, поверх них накладывались красители как растительного, так и минерального происхождения. Сегодня они представляют собой одно из самых ценных достояний музея.

## Музей
В 1943 году французские колониальные власти основали Исторический музей Абомея, который занимает площадь в 2 га. В ведомстве музея находится вся территория дворцового комплекса, в экспозиции находятся 1050 объектов, многие из которых представляют собой личные вещи дагомейских королей. Среди экспонатов особо выделяются: лоскутная накидка правителя, церемониальные барабаны, изображения церемоний и войн Дагомеи.

## Галерея

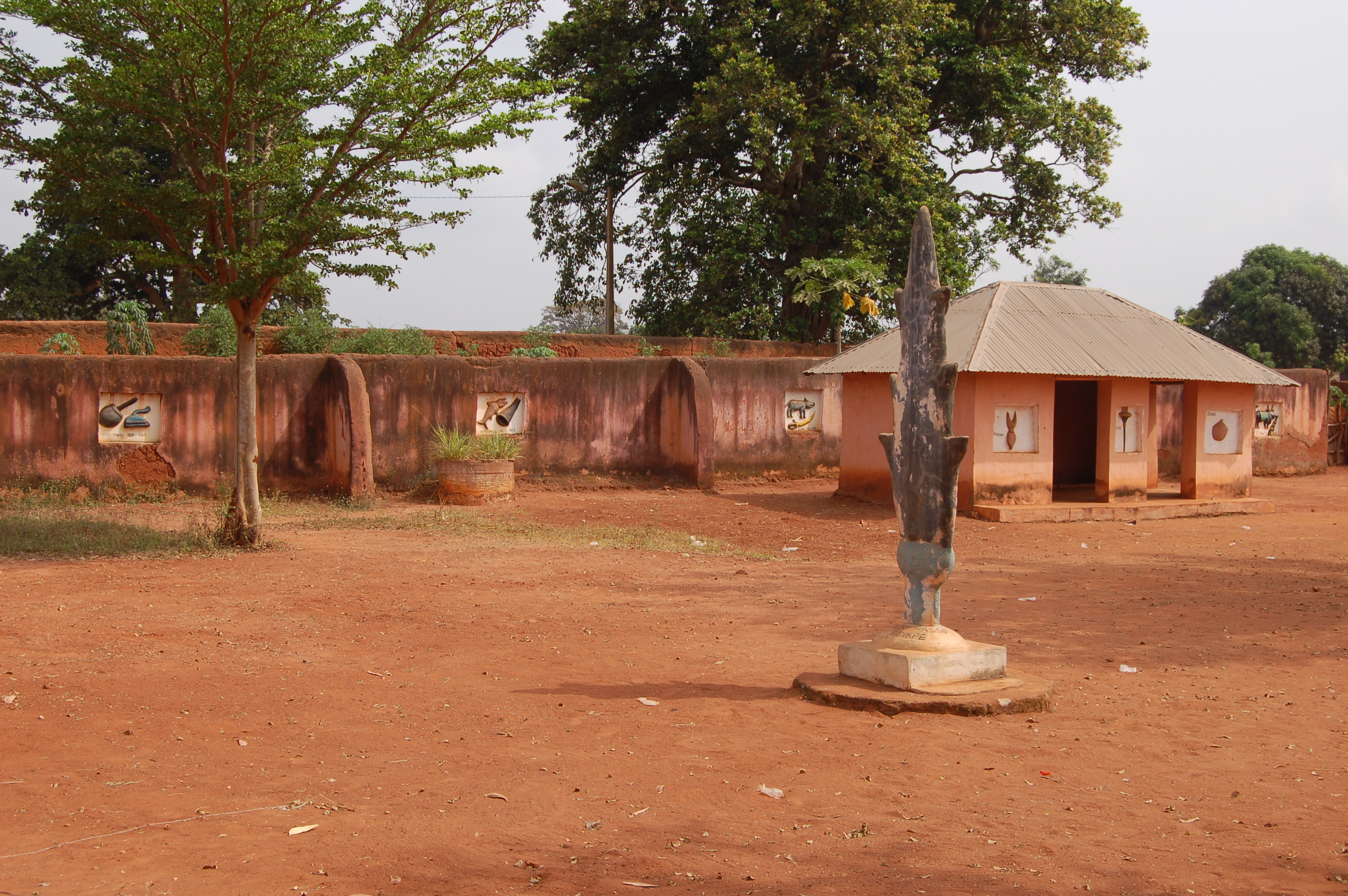
Королевские строения в Абомее
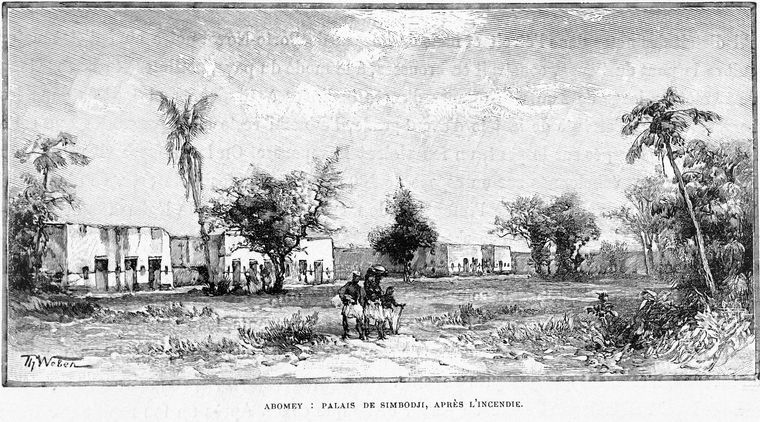
Дворец Симбоджи после пожара (1895)
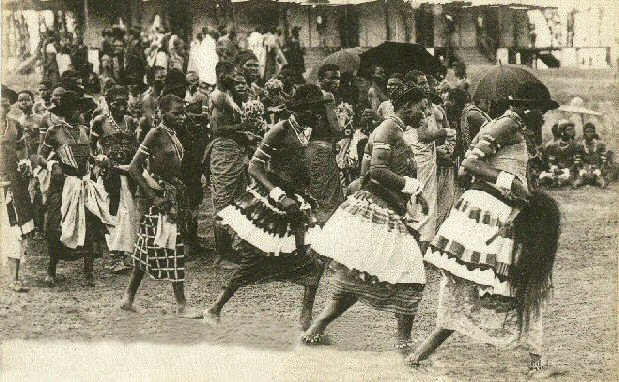
Танец женщин народности фон у дворцового комплекса
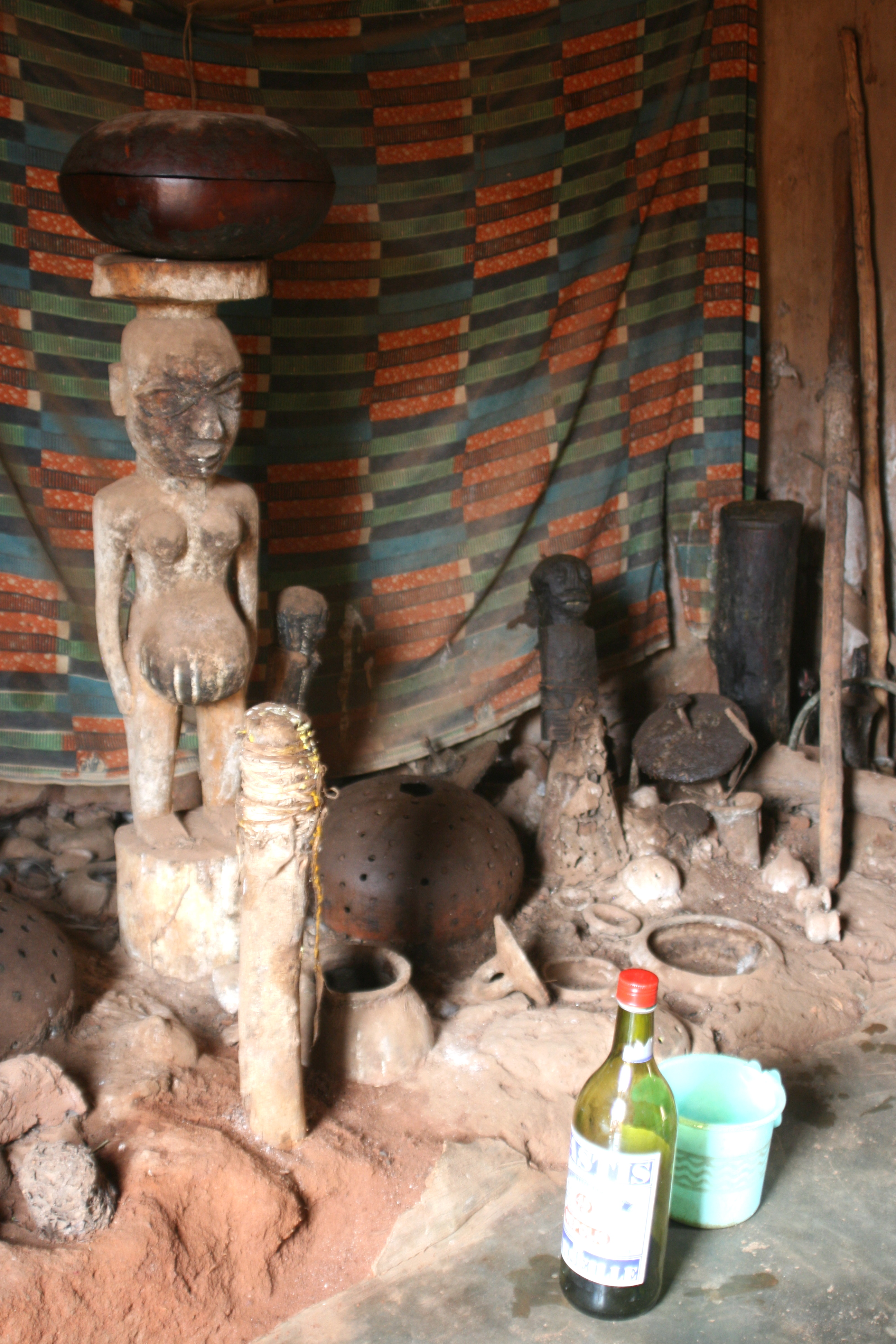
Вудуистский алтарь в Абомее